# Logan Ullrich

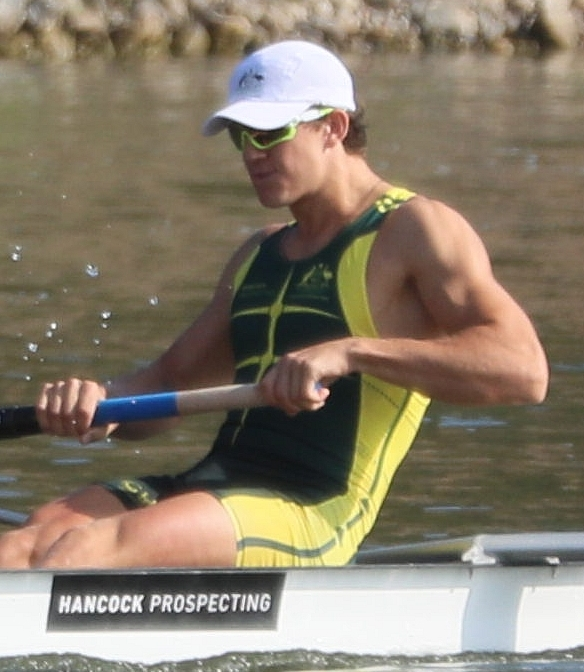
Logan Ullrich bei den Junioren-Weltmeisterschaften 2018

Logan Ullrich (* 20. August 2000 in Auckland) ist ein neuseeländischer Ruderer der 2024 Olympiazweiter im Vierer ohne Steuermann wurde.

## Sportliche Karriere
Der 1,89 Meter große Logan Ullrich graduierte in Ernährungswissenschaften an der University of Washington, für deren Ruderteam er auch antrat. Er wuchs in Australien auf, zog aber nach seinem Studium und der COVID-19-Pandemie nach Neuseeland und trainiert im Waikato Rowing Club.
Ullrich erruderte für Australien startend bei den Junioren-Weltmeisterschaften 2018 die Bronzemedaille im Vierer mit Steuermann. Bei den U23-Weltmeisterschaften 2022 gewann er Silber im neuseeländischen Vierer ohne Steuermann.
Im Jahr darauf erkämpfte der neuseeländische Vierer ohne Steuermann mit Oliver Maclean, Logan Ullrich, Thomas Murray und Matt Macdonald die Bronzemedaille bei den Weltmeisterschaften 2023 in Belgrad hinter den Briten und dem Vierer aus den Vereinigten Staaten. Bei den Olympischen Spielen 2024 in Paris trat der Vierer in der gleichen Besetzung wie 2023 an. Der US-Vierer siegte mit 0,85 Sekunden Vorsprung vor den Neuseeländern, die Briten überquerten zweieinhalb Sekunden später als Dritte die Ziellinie.